# Tiếng Ba Tư cổ
Tiếng Ba Tư cổ là một trong hai ngôn ngữ Iran cổ được ghi nhận (thứ tiếng còn lại là tiếng Avesta). Tiếng Ba Tư cổ chủ yếu hiện diện trên bản khắc, bản đất sét và con dấu vào thời nhà Achaemenes (chừng 600 TCN đến 300 TCN). Vết tích của tiếng Ba Tư cổ đã được thu thập tại Iran, România (Gherla), Armenia, Bahrain, Iraq, Thổ Nhĩ Kỳ và Ai Cập, trong đó quan trọng hơn cả là bản khắc Behistun (niên đại 525 TCN). Một nghiên cứu năm 2007 về kho lưu trữ công sự Persepolis ở viện Đông Phương học, Đại học Chicago đã khai quật được một số bản đất sét ghi tiếng Ba Tư cổ, chứng tỏ rằng nó có lẽ không chỉ là ngôn ngữ hoàng gia mà còn dùng để viết văn bản thường ngày.

## Chữ viết

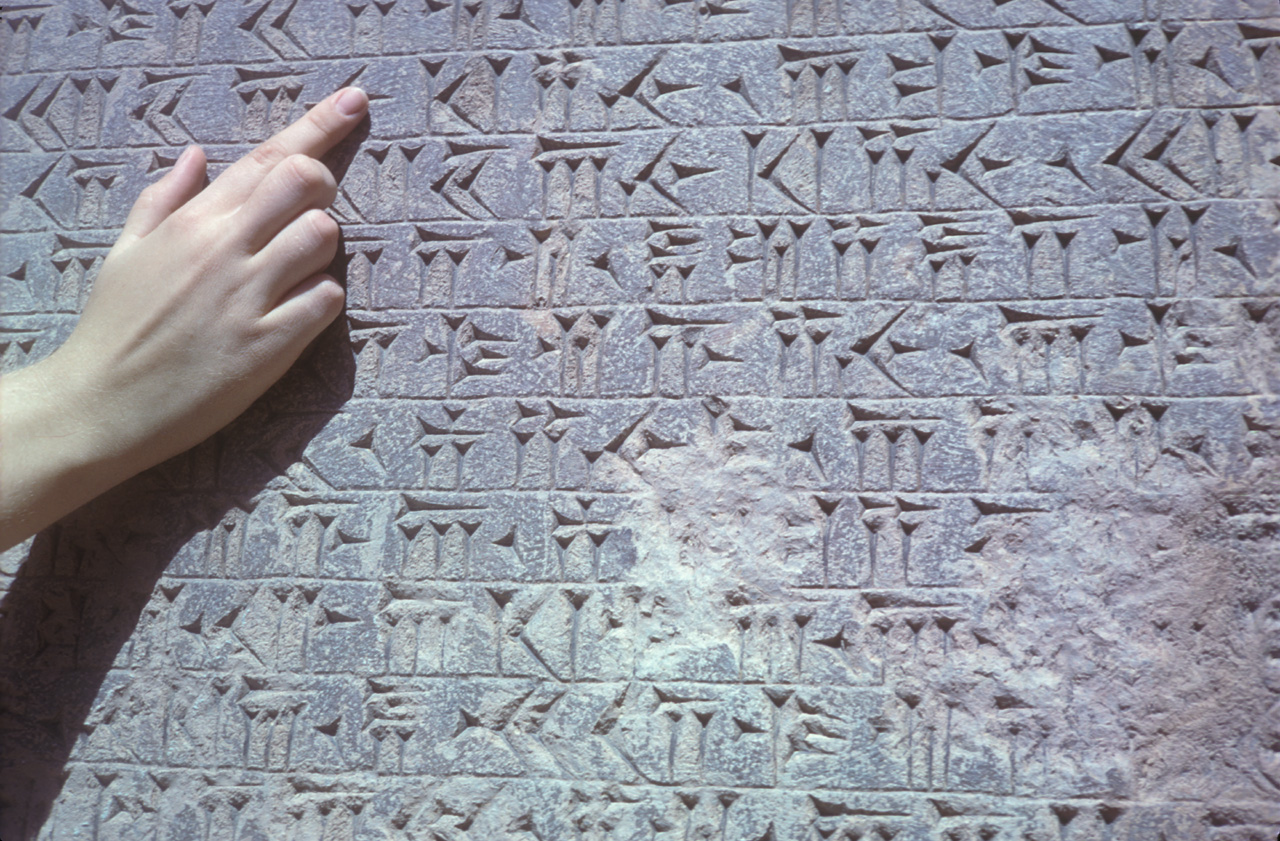
Bản khắc Behistun chụp gần
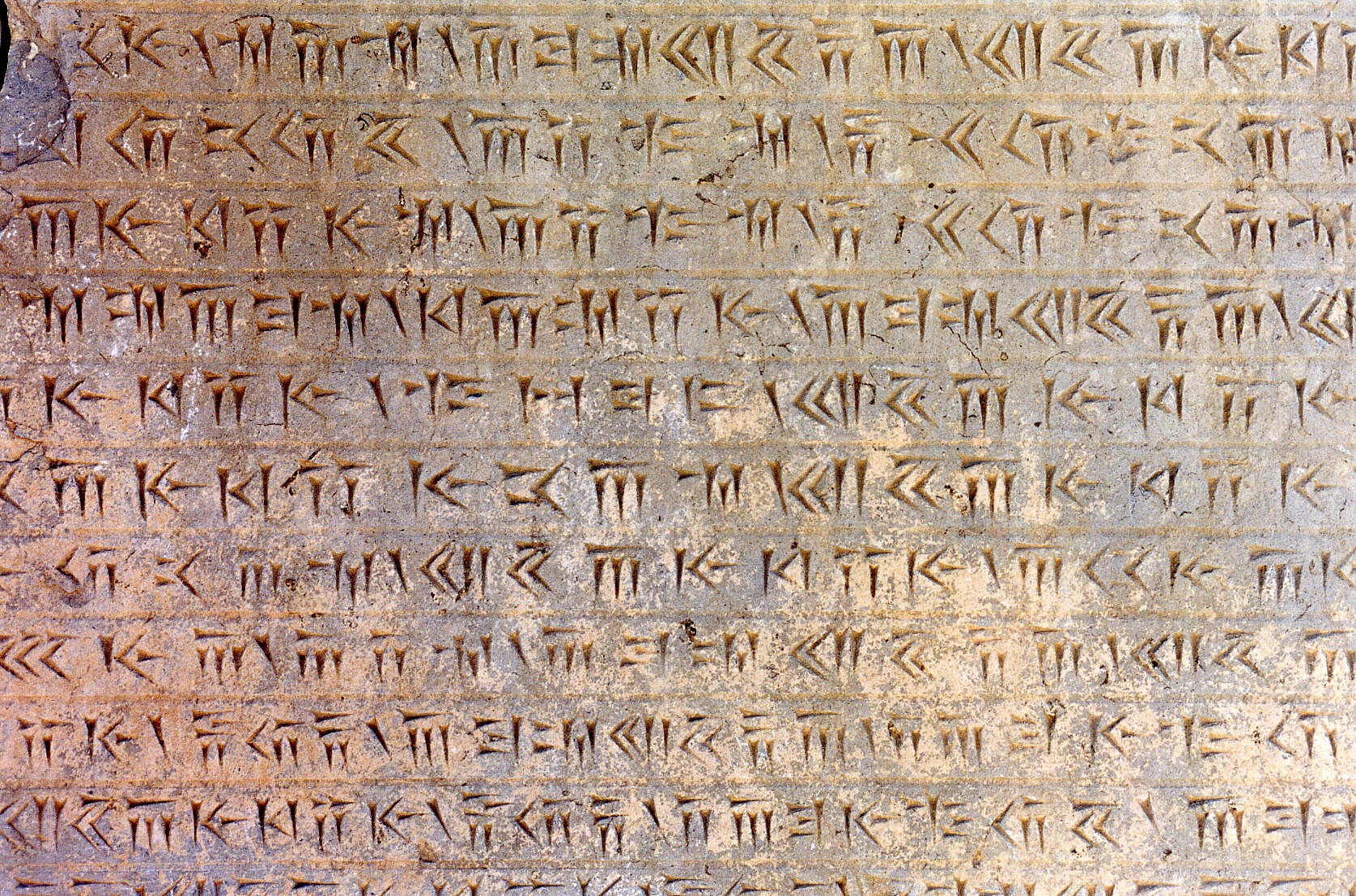
Một bản khắc tiếng Ba Tư cổ ở Persepolis